# Малышев, Валерий Иванович
Валерий Иванович Малышев (20 января 1950, Ленинград — 7 мая 2002) — российский политический деятель. Депутат Государственной Думы третьего созыва (1999—2003). Коллега В. В. Путина в должности вице‑мэра Санкт‑Петербурга при А. А. Собчаке в 1993—1996 гг.

## Биография
В 1990—1993 гг. депутат Ленинградского — Санкт‑Петербургского городского Совета народных депутатов. В 1993 году по приглашению Анатолия Собчака перешёл на работу в мэрию Санкт-Петербурга на должность заместителя мэра — руководителя аппарата мэрии. С 1996 по 1999 год Валерий Малышев работал вице-губернатором Санкт-Петербурга.

Могила Малышева на Никольском кладбище Александро-Невской лавры Санкт-Петербурга.

### Депутат госдумы
10 января 2000 года зарегистрирован в качестве депутата ГД ФС РФ третьего созыва. Был заместителем председателя Комитета по охране здоровья и спорту. 15 января 2001 сложил полномочия в связи с назначением на должность вице-губернатора Санкт-Петербурга.
С 2000 по 2002 гг. — вице‑губернатор Санкт‑Петербурга.

### Смерть и похороны
7 мая 2002 года Малышев, которого прочили в преемники действующему губернатору Владимиру Яковлеву, скончался в больнице.
На церемонии прощания с Малышевым (10 мая 2002 года) в Таврическом дворце присутствовали губернатор Санкт-Петербурга Владимир Яковлев, председатель Законодательного Собрания Сергей Тарасов, члены городского Правительства, члены Совета Федерации, депутаты Государственной Думы и Законодательного Собрания.